# ديك أندرسون (لاعب كرة قاعدة)
ديك أندرسون (بالإنجليزية: Dick Anderson)‏ هو لاعب كرة قاعدة أمريكي، ولد في 29 يوليو 1941 في كوينز في الولايات المتحدة.